# اندیس منگنز -پیرمهران
منگنز -پیرمهران یک اندیس فلزی است که در  استان سیستان و بلوچستان قرار دارد و مادهٔ معدنی موجود در آن، منگنز است.سنگ میزبان این اندیس کلرید منگنز -Flvsh است و دیرینگی آن به دوران کرتاسه -TO پالئوسن می‌رسد. 